# Volo Aeroméxico 230
Il volo Aeroméxico 230 subì un atterraggio duro all'aeroporto di Chihuahua il 27 luglio 1981. Rimasero uccise trentadue persone quando il Douglas DC-9-32 fu gravemente danneggiato dall'impatto con il suolo e dal fuoco durante l'avvicinamento sotto il forte vento.

## L'aereo
L'aereo, un McDonnell Douglas DC-9-32, (codice di registrazione XA-DEN), fu consegnato ad Aeroméxico nel maggio del 1974 e chiamato Yucatan. Al momento dell'incidente aveva 7 anni.

## L'incidente
Il volo si svolse normalmente fino all'atterraggio a Chihuahua. In zona erano presenti cumulonembi isolati con forti burrasche e acquazzoni durante l'avvicinamento e l'atterraggio. All'atterraggio, l'aereo rimbalzò una volta e colpì il suolo; l'aereo uscì di pista, spezzandosi e prendendo fuoco. Trentaquattro passeggeri e membri dell'equipaggio riuscirono a fuggire dal relitto, e il fumo e il fuoco uccisero chiunque rimase intrappolato.